# Maria Cristina Facchini
Maria Cristina Facchini es una geocientífica y directora de investigaciones, desde los 1980s, en la Universidad de Bolonia en Italia.
Sus estudios se dirigen a procesos de cambio, natural y antropogénico, de aerosoles en composición atmosférica, y en cómo aquel cambio está afectando muchos aspectos de nuestras vidas, incluyendo clima, niveles de radiación ultravioleta, y calidad de aire regional. Estos impactos, cuando el sitio web de su grupo lo pone, «fundamentales necesidades de existencia humana», como salud humana, producción alimentaria, y recursos de agua. Ha publicado más de 100 papeles, muchos de los cuales han sido criticamente aceptados. Pertenece desde 2011, al Consejo Consultivo Científico del Instituto Max Planck de Química en Maguncia, Alemania.